# Az utolsó parancs
Az utolsó parancs (angolul: The Last Command) 1993-ban megjelent Csillagok háborúja könyv, írója Timothy Zahn, a Thrawn-trilógia harmadik része. 1997-ben és 1998-ban képregény készült a könyv alapján. A könyv cselekménye röviddel a Sötét erők ébredése című könyv után történik, a Yavini csata után 9 évvel. Az utolsó parancsot kronológiailag az Isard bosszúja című könyv követi, amely már nem része a Thrawn-trilógiának.

## Magyarul
- Az utolsó parancs A Star wars. Az új Csillagok háborúja trilógia harmadik kötete; ford. Nemes István, Szegi György; Valhalla Páholy, Bp., 1993

## Fordítás
- Ez a szócikk részben vagy egészben  a   The Last Command (novel) című angol Wikipédia-szócikk ezen változatának fordításán alapul.  Az eredeti cikk szerkesztőit annak laptörténete sorolja fel. Ez a jelzés csupán a megfogalmazás eredetét és a szerzői jogokat jelzi, nem szolgál a cikkben szereplő információk forrásmegjelöléseként.